# Hideo Fukui
Hideo Fukui –en japonés, 福井英郎, Fukui Hideo– (25 de septiembre de 1977) es un deportista japonés que compitió en triatlón. Ganó una medalla de plata en el Campeonato Asiático de Triatlón de 1999.

## Palmarés internacional
| Campeonato Asiático | Campeonato Asiático    | Campeonato Asiático | Campeonato Asiático |
| Año                 | Lugar                  | Medalla             | Prueba              |
| ------------------- | ---------------------- | ------------------- | ------------------- |
| 1999                | Sokcho (Corea del Sur) | Medalla de plata    | Individual          |